# 장산초등학교 (부산)
장산초등학교(墻山初等學校)는 대한민국 대한민국 부산광역시 해운대구 반여동에 있는 공립 초등학교이다.

## 학교 연혁
- 1946년 9월 1일 장산공립국민학교 개교(6학급)
- 1974년 3월 1일 반여국민학교 분리
- 1975년 3월 1일 안락국민학교 분리
- 1980년 2월 27일 재송국민학교 분리
- 1992년 3월 1일 교문 게시판 및 동산 설치
- 1996년 3월 1일 장산초등학교로 개칭
- 1998년 3월 1일 반석초등학교 분리
- 2002년 3월 1일 반안초등학교 분리
- 2005년 3월 1일 무정초등학교 분리
- 2006년 3월 1일 삼어초등학교, 송수초등학교 분리
- 2007년 2월 12일 누리마당(강당) 개관
- 2007년 7월 5일 장산글숲(도서관) 개관
- 2008년 2월 5일 과학실 현대화 사업
- 2008년 12월 30일 방송실 개축 공사

## 참고 문헌
- 장산초등학교 - 한국교육학술정보원 학교알리미
- 〈장산초등학교〉. 《두피디아》. 두산.

## 같이 보기
- 장산초등학교 축구단